# Saarenpäänvaara
Saarenpäänvaara är en kulle i Finland. Den ligger i Rovaniemi i landskapet Lappland, i den norra delen av landet, 700 km norr om huvudstaden Helsingfors. Toppen på Saarenpäänvaara är 291 meter över havet.
Terrängen runt Saarenpäänvaara är huvudsakligen platt. Runt Saarenpäänvaara är det mycket glesbefolkat, med 2 invånare per kvadratkilometer.